# Tepakyang
Tepakyang is een bestuurslaag in het regentschap Kebumen van de provincie Midden-Java, Indonesië. Tepakyang telt 1374 inwoners (volkstelling 2010).